# Mohammed III de Marruecos
Sidi Mohammed III ben Abdel-lah al-Jatib (c. 1710–Rabat, 9 de abril de 1790; árabe: محمد الثالث بن عبد الله الخطيب) fue el sultán de Marruecos desde 1757 a 1790.

## Biografía
Miembro de la dinastía alauí sucedió oficialmente a su padre al fallecer este en 1757, aunque había compartido las tareas de gobierno desde 1746.
Su reinado no contó con una capital oficial aunque hizo construir un gran palacio en la ciudad de Rabat, a la que confirió el rango de capital imperial. En 1765 fundó la ciudad de Mogador, la actual Esauira, al estilo europeo para lo que contrató arquitectos franceses.
En 1766 compró y liberó a los últimos esclavos musulmanes que quedaban en las ciudades españolas de Cádiz, Sevilla y Barcelona.
Fracasó en su intento de tomar Melilla (1774-1775). Mejorando las relaciones con España al firmar en 1780 el Tratado de Aranjuez.
Mohammed III el 20 de diciembre de 1777 fue el primer gobernante, antes que los de Francia y España que reconoció a los Estados Unidos como nación independiente.